# Blautia luti
Blautia luti es una especie de  bacteria grampositiva del género Blautia.  

## Taxonomía
Fue descrita en el año 2008. Su etimología hace referencia a lodo (lu.t.i. gen. lat. luti, "del lodo"). Anteriormente conocida como Ruminococcus luti.

## Descripción
Es anaerobia estricta e inmóvil. Tiene forma cocoide con 0,7.0,9 μm de diámetro y crece formando cadenas de hasta 10 células. Catalasa negativa. Forma colonias lisas, opacas, blanquecinas y no hemolíticas. Se ha aislado de heces humanas. 